# Onofre Marimón

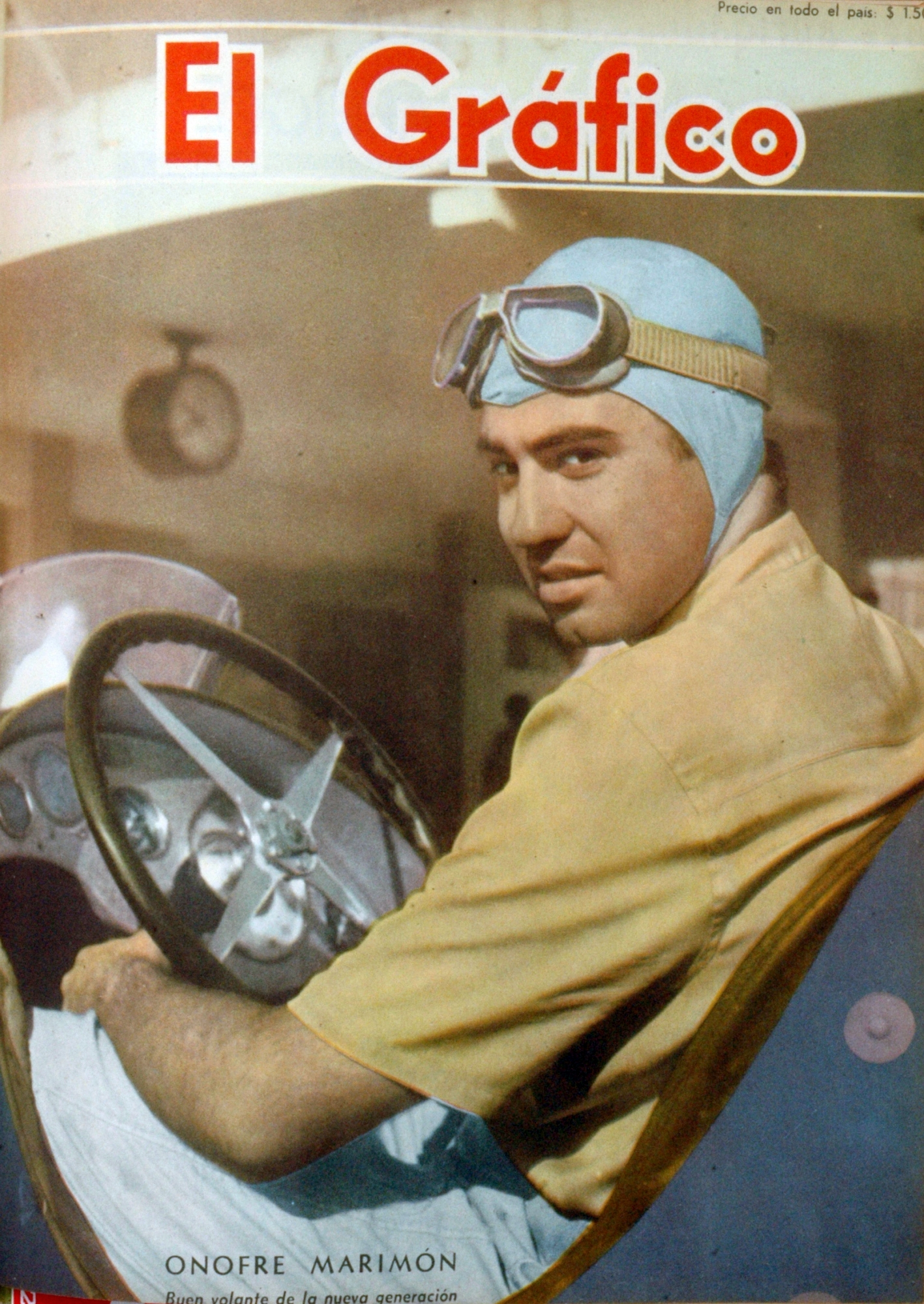
Onofre Marimon

Onofre Agustín Marimón (Zárate, Buenos Aires, 19 december 1923 - 31 juli 1954) was een Formule 1-coureur uit Argentinië. Hij nam tussen 1951 en 1954 deel aan 11 Grands Prix voor het team Maserati en scoorde hierin 2 podia en 8,14 punten. Hij verongelukte tijdens de kwalificatie van de Grand Prix van Duitsland in 1954, waarmee hij de eerste coureur werd die overleed tijdens een Grand Prix-weekend.